# Referendo constitucional no Azerbaijão em 2002
O referendo constitucional azeri de 2002 foi realizado em 24 de agosto.